# Myiodola distincta
Myiodola distincta là một loài bọ cánh cứng trong họ Cerambycidae.